# カーサーフィン
カーサーフィン（car surfing）は、時速8〜160キロメートル程で走行する一般車輌の屋根上に乗り、サーフィンに準じた、そのフォームの美しさなどを競う競技あるいはアトラクションである。エクストリームスポーツに属する。

## 略歴
- その起源は、1980年代のアメリカ映画に在ると言われる。それに感化されたプレイヤーと呼ばれる若年層に始まり、現在はアメリカ国内の中西部や南部が盛んである。
- 1人で運転席からテイクオフし再び運転席に戻るのが、最も難易度が高い技として認知されている。

## アメリカでの状況
- アメリカ合衆国の疾病対策予防センター（CDC）は、プレイ中における死亡事故が多発した為、「カーサーフィン」の自粛を国内の若年層に警告した[1][2]。
- CDCの発表では、アメリカ国内の31州でカーサーフィンによる怪我や死亡が報告されている。
- 中西部や南部の州に事故の多く、1990年以降58人の死亡事故が確認されている。[3]

## 日本国内での状況
- エクストリームスポーツとしての認知は低く、日本国内での競技人口は、殆ど無いに等しいとされている。